# Chapelle Notre-Dame-de-la-Visitation de Termignon
Pour les articles homonymes, voir Chapelle de la Visitation.
La chapelle Notre-Dame-de-la-Visitation, ou parfois Notre-Dame-du-Poivre, est un édifice religieux, situé en France à Termignon dans le département de la Savoie.

## Historique
La chapelle est édifiée en 1536 à l'entrée du village sur la « route des épices » entre Lyon et Milan, d'où son premier nom de Notre-Dame-du-Poivre.
Plus tard, en 1652, elle sera dédiée à Notre-Dame-de-la-Visitation.
À l'intérieur on peut voir de nombreux ex-votos, dons de paroissiens lors des pèlerinages, ainsi qu'un retable réalisé par Sébastien Rosaz en 1710.
En 1841, l'édifice fut restauré avec l'ajout de deux nefs adjacentes et de l'élévation du chœur (La date de 1841, dernière restauration est inscrite au-dessus de la porte d'entrée).
La chapelle est classée monument historique en 1987.